# Eugoa bipunctata
Eugoa bipunctata är en fjärilsart som beskrevs av Pieter Cornelius Tobias Snellen 1904. Eugoa bipunctata ingår i släktet Eugoa och familjen björnspinnare. Inga underarter finns listade i Catalogue of Life.